# Greiffenberg (Angermünde)
Greiffenberg (pol. Gryfów) – dawne miasto, obecnie dzielnica (Ortsteil) miasta Angermünde w Niemczech.
Podobnie jak Angermünde, Greiffenberg leży na terenie dawnej Marchii Wkrzańskiej, wraz z którą w różnych okresach przynależał do księstwa pomorskiego lub Marchii Brandenburskiej. W latach 1949–1990 część NRD.

## Galeria

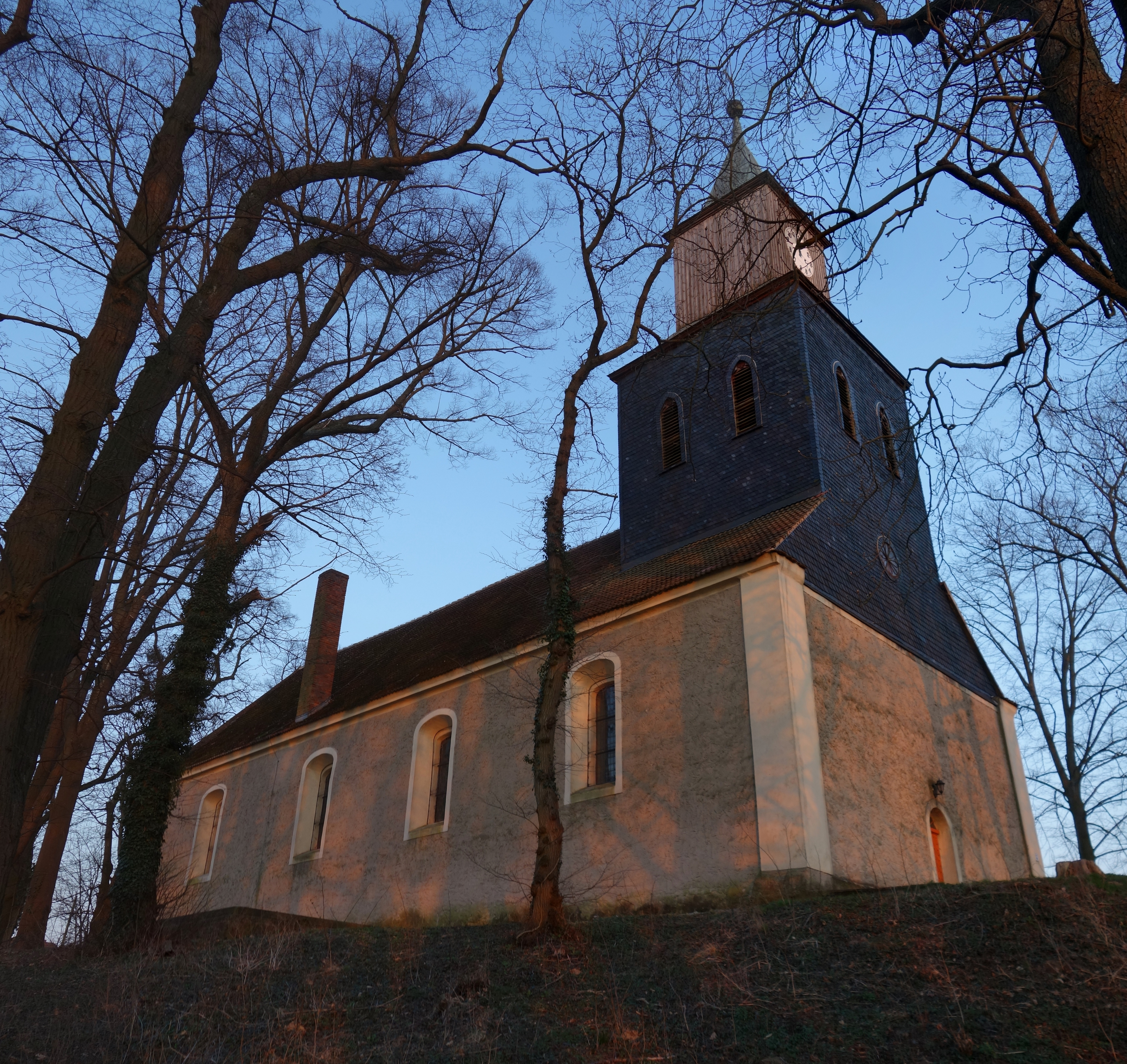
Zabytkowy kościół
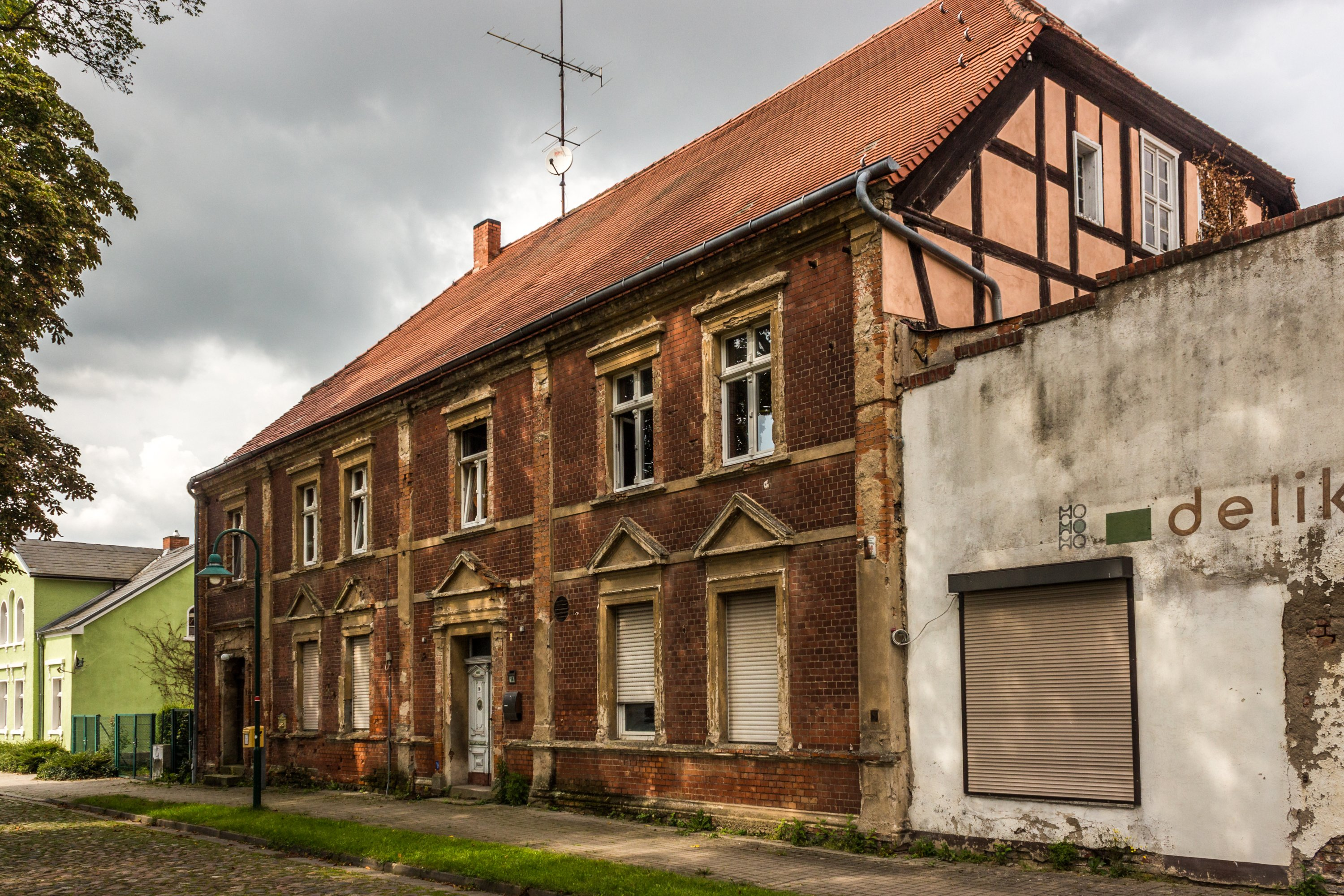
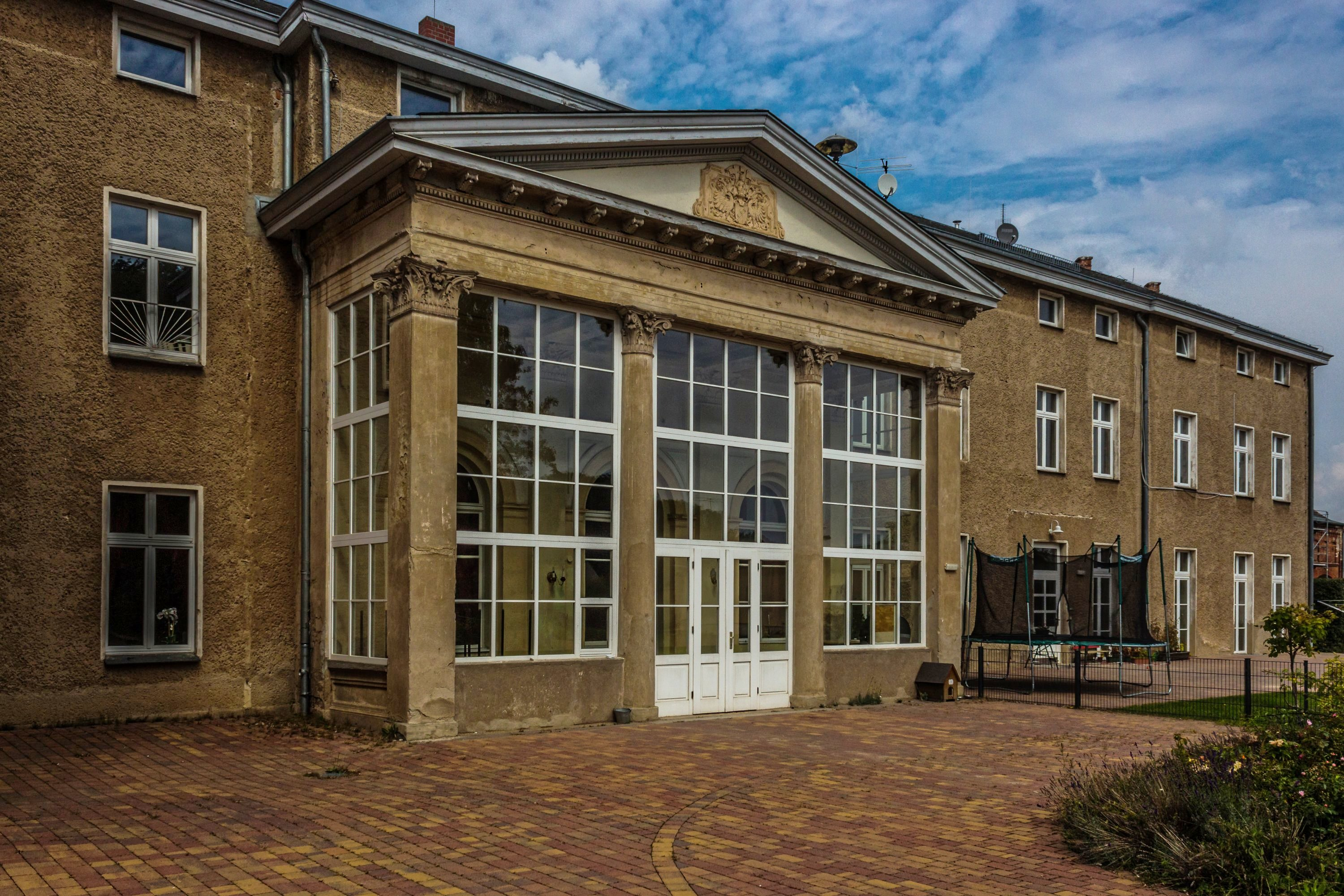
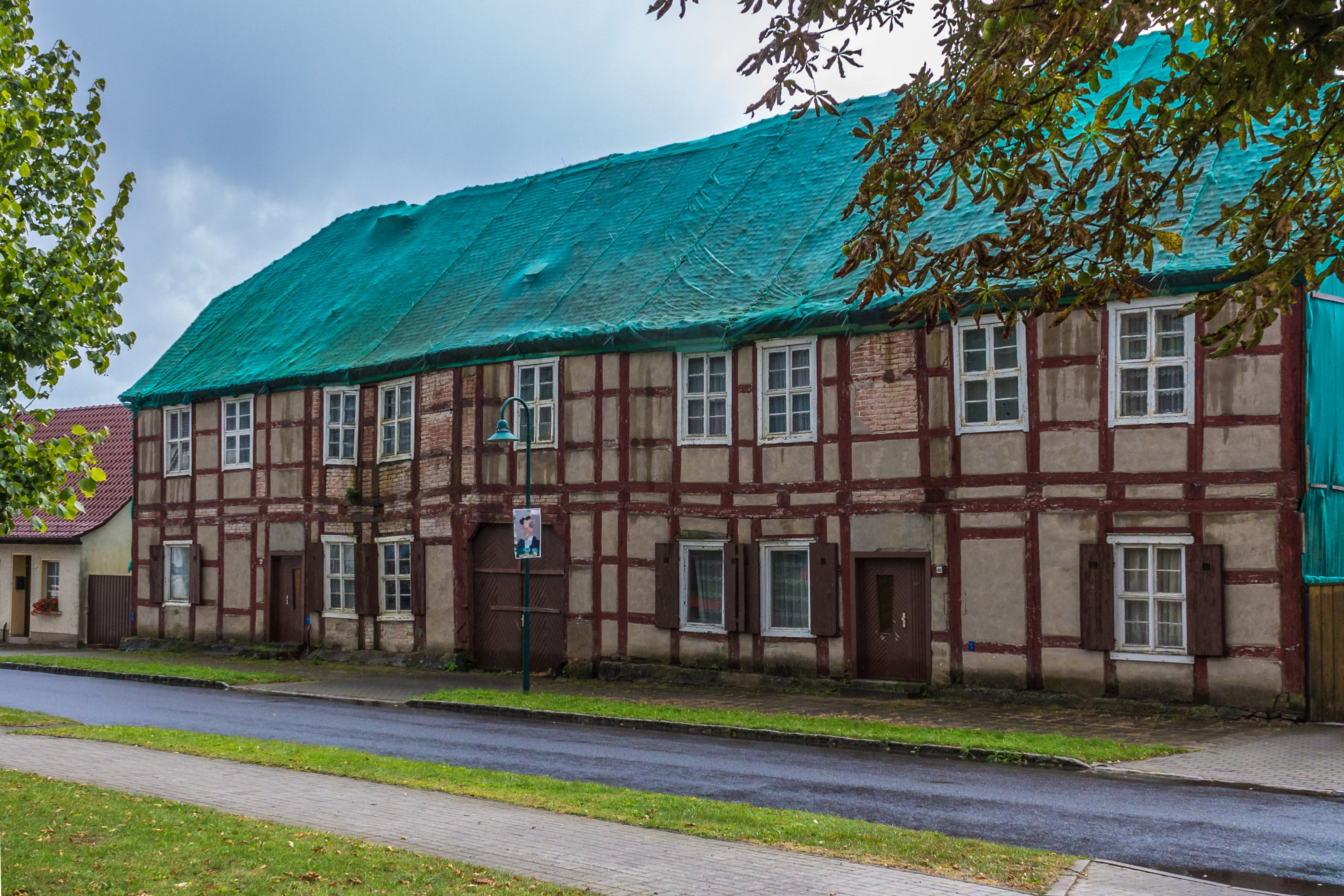